# فیلیپ دیمیتروف (بازیکن فوتبال)
فیلیپ دیمیتروف (بلغاری: Филип Димитров؛ زادهٔ ۱۳ آوریل ۱۹۹۵) بازیکن فوتبال اهل بلغارستان است.
از باشگاه‌هایی که در آن بازی کرده است می‌توان به باشگاه فوتبال بوتو پلوودیو اشاره کرد.